# Gunnar Heiberg

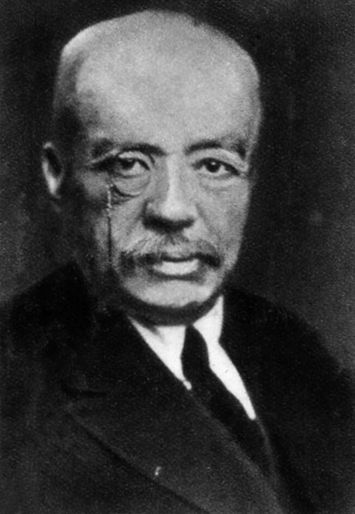
Gunnar Heiberg.

Gunnar Edvard Rode Heiberg, född 18 november 1857 i Oslo, död 22 februari 1929, var en norsk författare och dramatiker, bror till Jakob Wilhelm Rode Heiberg. 1885-1896 var han gift med skådespelerskan Didi Heiberg.

## Biografi
Heiberg blev student 1875 och började studera juridik, men efter en utländsk resa 1878 till Danmark, Tyskland och Italien förde hans litterära intresse honom över till journalistik, där han främst kom att intressera sig för teatern. 1878 debuterade han som författare med två dikter Menneskets genesis och En soirée dansante. Den senare prisar den nakna sanningen och uppställer förnuftet som enda rättesnöre. Han anslöt sig helt och häftigt till den naturalistiska oppositionen i dikt och livsföring.
Politiskt och litterärt ställde han sig ytterst på vänstra flygeln, nära lierad med Hans Jæger, huvudfiguren i den så kallade bohemstriden. Heiberg har radikalast företrätt 1880-talets individualism. Motsatserna mellan generationerna var ämnet för hans första skådespel Tante Ulrikke (1879, tryckt 1884). Som ledare för Den nasjonale scene i Bergen 1884-88 dokumenterade sig Heiberg som en ypperlig sceninstruktör och regissör.
Senare uppehöll han sig årsvis i Paris, som korrespondent till norska tidningar, särskilt Verdens Gang. Första världskriget drev honom åter till Norge, där han verkade som journalist och sceninstruktör. Heiberg utövade stort inflytande som dramatiker och kritiker.

## Heiberg som dramatiker
Heibergs skådespel kan efter ämnet uppdelas i två grupper: samhällssatiriska och erotiska. I Kung Midas (1890) hånas sanningssägaren av Bjørnstjerne Bjørnsons typ, i Det store lod (1895) får den unge arbetarledaren ändra åsikt då han vinner pengar, i Folkeraadet (1897) hudflängs de norska partiernas ineffektiva unionspolitik, i Harald Svans mor (1899) journalister och tidningsvärlden, i Kjærlighed til næsten (1902) får familjekänslan segra över altruismen, i Jeg vil værge mit land (1912) hånar han sina landsmäns eftergivenhet mot Sverige, i Paradesengen (1913) visas, hur den store mannens efterlevande utnyttjar den store mannens rykte till egen fördel.
Sitt andra huvudtema, kärleken, har Heiberg gemensamt med åttiotalet, men hans behandling av ämnet är hans egen. Han ser ej kärlek ur social och moralisk synpunkt utan som en rent individuell upplevelse. För Heiberg är kärleken obönhörlig som en naturmakt och den spränger civilisationens band. Motsatsen mellan mannens kall och kvinnans kärlek är huvudtemat i Heibergs erotiska dramatik. I Kunstnere (1893) och Gerts have (1894) får detta tema närmast lustspelsartad utformning, i Balkongen (1894) och Kærlighedens tragedie (1904), Heibergs märkligaste skådespel, en intensiv tragisk gestaltning. Heibergs skådespel mötte ofta vid första framförandet starkt ogillande, men mot slutet av sitt liv var Heiberg erkänd som sin samtids främste norske dramatiker.

## Heiberg som journalist
Heiberg var en framstående journalist som främst skrev om teater, litteratur och politik. Varje artikel blev ett konstverk. Han stil var knapp och levande, vare sig ämnet utlöste hans ironi och satir eller betagenhet och beundran. De bästa artiklarna är samlade i Pariserbreve (1900), Set og hørt (1917), Ibsen og Bjørnson paa scenen (1918), Fransk visitter (1919), Norsk teater (1920), 1905 (1923), samt Salt og sukker (1924). Hans Samlede dramatisk verker utkom i 4 band 1917-18.

## Dramatik (i urval)
- Tante Ulrikke 1883
- Kong Midas 1890
- Balkonen 1894
- Kjærlighetens tragedie 1904